# Philharmonischer Chor Duisburg
Der Philharmonische Chor Duisburg (vormals auch Duisburger Gesangsverein, Städtischer Gesangverein und Städtischer Konzertchor genannt) ist ein klassischer Konzertchor aus Duisburg. Mit 120 Sängerinnen und Sängern gehört er zu den größten philharmonischen Chören im Ruhrgebiet. Er tritt regelmäßig in philharmonischen Konzerten der Duisburger Philharmoniker auf und veranstaltet darüber hinaus eigene Konzerte.
Seit 2003 wird der Chor von Salvatorkantor Marcus Strümpe musikalisch geleitet.

## Geschichte
Im Jahre 1830 wurde in Duisburg der erste gemischte Chor durch Carl Theodor Kufferath gegründet, der sich bereits 1847 Chor wieder auflöste.
Am 7. Dezember 1852 wurde ein neuer gemischter Chor als Duisburger Gesangverein gegründet unter der Leitung von Albrecht zur Nieden, einem Pastorensohn und Musiklehrer aus Emmerich.

## Chorleiter
- 1852 bis 1873: Albrecht zur Nieden
- 1873 bis 1884: Carl August Laue
- 1884 bis 1898: Hugo Grüters
- 1898 bis 1921: Walter Josephson
- 1920 bis 1928: Paul Scheinpflug
- 1928 bis 1932: Richard Hillenbrand
- 1932 bis 1933: Eugen Jochum
- 1933 bis 1945: Otto Volkmann
- 1946 bis 1970: Georg Ludwig Jochum
- 1971 bis 1972: Walter Weller
- 1971 bis 1975: Ulrich Schoenholtz
- 1975 bis 1981: Miltiades Caridis
- 1977 bis 2002: Guido Knüsel
- Seit 2003: Marcus Strümpe